# Webquest
Pour les articles homonymes, voir Quest.

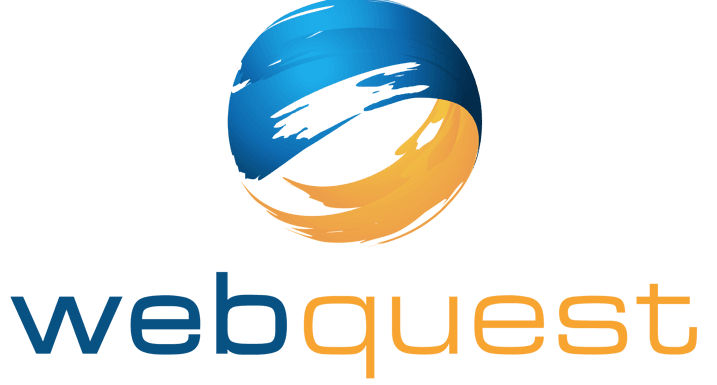
Exemple d'interface de webquest.

Le webquest ou cyberquête est une activité de recherche structurée dans le World Wide Web conduit par des apprenants. 
Certains auteurs classent les activités web en sept catégories : la page de signets, la visite guidée, l’album multimédia, activité d’opinion (ce que j’en pense), la chasse aux connaissances, un concept dans ma tête et la cyberquête. La cyberquête a pour objectif le développement de l'esprit critique des apprenants face aux innombrables sources d'information.   Le résultat du webquest peut prendre plusieurs formes : un ensemble de signets avec leurs commentaires, un journal, la rédaction d'un projet, un poster constitué d'images trouvées sur le web...
Selon Bernie Dodge dans son article fondateur en 1995, un webquest est une investigation dont toutes les informations proviennent du {{anglais[World Wide Web}}. L'activité du webquest doit résulter en un objet qui incorpore les informations recueillies.
Le webquest peut être individuel ou collectif.
Certaines personnes ont proposé « cyberquêtes » ou « missionWeb » comme termes de traduction.

## Types de webquest

### Webquest court
L'objectif pédagogique d'un webquest court est l'acquisition de connaissance et son intégration tel que décrit par Manzano (1992). Au cours d'un webquest court, l'apprenant acquiert des informations qu'il intériorise.

### Webquest long
L'objectif pédagogique d'un webquest long consiste selon Marzano à étendre et à affiner un ensemble de connaissances.
Cette activité s'étend sur une période qui s'échelonne entre une semaine et un mois. Au cours d'un webquest long, l'apprenant analyse par le menu un ensemble de connaissances qu'il peut reformuler, transformer ou exprimer en créant un document ou objet sur lequel les autres individus peuvent interagir.

## Développement de la méthodologie webquest
La méthodologie webquest a été adaptée à l'enseignement des langues dans le monde virtuel 3D Second Life pour créer une expérience plus immersive et interactive.

## Les avantages des webquests
En plus d'être un projet coopératif, le webquest peut aborder des questions complexes depuis des situations authentiques, ce qui permet de développer plusieurs niveaux de compétences tout en privilégiant la motivation des apprenants.

## Sujets reliés
- Constructivisme (psychologie)